# Byron (Oklahoma)
Byron – miasto w Stanach Zjednoczonych, w stanie Oklahoma, w hrabstwie Alfalfa.